# Ein Lied für Den Haag (1976)
Ein Lied für Den Haag war die deutsche Vorentscheidung zum Eurovision Song Contest 1976.

## Format
Von 388 eingesandten Musiknummern wählte im Vorfeld eine neunköpfige Jury unter Vorsitz von Erich Schulze, dem Präsidenten des Spitzenverbandes Deutsche Musik (SPIDEM), jene 12 Lieder aus, die im Rahmen der Vorentscheidung zur Auswahl standen.
Nachdem in den Jahren zuvor interne Auswahlen und Juryentscheidungen nur schlechte Ergebnisse verursacht hatten, gab der Hessische Rundfunk die Verantwortung nun in die Hände des Publikums. Alle im Inland wohnhaften Staatsbürger der Bundesrepublik Deutschland konnten durch Einsenden von Postkarten entscheiden.
In diesem Jahr wurden die Beiträge von den Interpreten nicht live gesungen, sondern von vorher aufgezeichneten Videos abgespielt, die Moderator Max Schautzer kommentierte. Zum ersten Mal wurde die Vorentscheidung am 31. Januar 1976 ausgestrahlt. Danach konnte man bis zum 3. Februar 1976 Postkarten einsenden, bevor am 18. Februar um 21:00 Uhr die Ergebnissendung ausgestrahlt wurde. Unter allen Teilnehmern wurden 12 Farbfernseher und 120 Langspielplatten verlost.

## Teilnehmer
Unter den Teilnehmern fanden sich auch die junge Sängerin Maggie Mae (Applaus für ein total verrücktes Haus), die bereits im Jahr zuvor an der deutschen Vorentscheidung teilgenommen hatte, mit Die total verrückte Zeit aber nur den 7. Platz erreichte und Ireen Sheer (Einmal Wasser, einmal Wein), die bereits 1974 Luxemburg vertreten hatte. Der gebürtige Niederländer Bruce Low war bereits an der niederländischen Vorentscheidung zum Eurovision Song Contest 1958 beteiligt gewesen. Piera Martell (Ein neuer Tag) vertrat ihr Heimatland, die Schweiz, beim Eurovision Song Contest 1974, erreichte aber nur den letzten Platz.

### Platzierungen

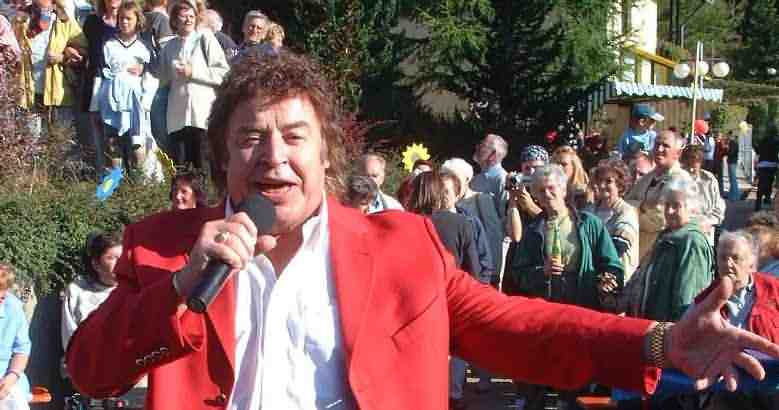
Sieger Tony Marshall

| Platz | Startnr. | Interpret             | Lied Musik (M) und Text (T)                                                    | Zuschauerstimmen |
| ----- | -------- | --------------------- | ------------------------------------------------------------------------------ | ---------------- |
| 01.   | 11.      | Tony Marshall         | Der Star M/T: Detlef Petersen                                                  | 118.250          |
| 02.   | 08.      | Les Humphries Singers | Sing Sang Song M: Ralph Siegel; T: Kurt Hertha                                 | 096.705          |
| 03.   | 07.      | Maggie Mae            | Applaus für ein total verrücktes Haus M: Werner Twardy; T: Dieter Liffers      | 071.882          |
| 04.   | 06.      | Nina & Mike           | Komm, geh’ mit mir M/T: Karl-Heinz Bardo                                       | 061.944          |
| 05.   | 02.      | Love Generation       | Thomas Alva Edison M: Günther-Eric Thöner; T: Erich Offierowski                | 058.846          |
| 06.   | 10.      | Meeting Point         | Es ist ein Mensch M/T: Wilton Kullmann                                         | 053.568          |
| 07.   | 03.      | Lena Valaitis         | Du machst Karriere M: Hans-Georg Moslener; T: Wolfgang Mürmann                 | 047.714          |
| 08.   | 09.      | Ireen Sheer           | Einmal Wasser, einmal Wein M: Günther-Eric Thöner; T: Erich Offierowski        | 045.032          |
| 09.   | 04.      | Bruce Low             | Der Jahrmarkt unserer Eitelkeit M: Horst-Heinz Henning; T: Christine Neuhausen | 043.352          |
| 10.   | 05.      | Ina Deter             | Wenn du so bist wie Dein Lachen M/T: Ina Deter                                 | 027.903          |
| 11.   | 12.      | Piera Martell         | Ein neuer Tag M: Jürgen Triebel; T: Horst-Herbert Krause                       | 024.525          |
| 12.   | 01.      | Tina York             | Das alte Haus M/T: Frank Cornely                                               | 017.562          |

## Disqualifikation des Siegertitels

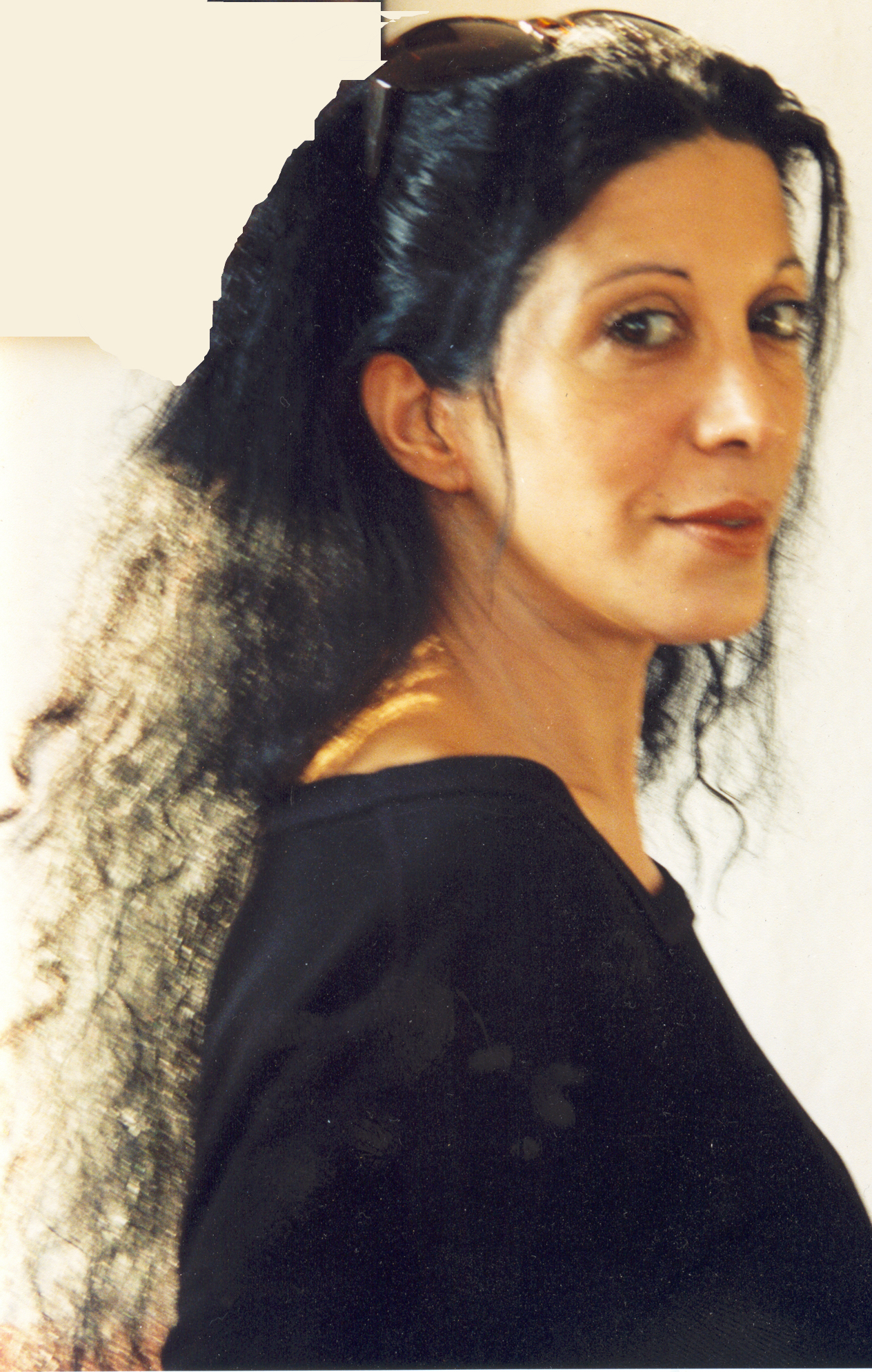
Die israelische Sängerin Nizza Thobi hatte den Siegertitel schon lange vor der Veranstaltung gesungen.

Doch vier Tage nach der Ergebnissendung offenbarte die israelische Sängerin Nizza Thobi, dass sie das Siegerlied Der Star bereits im Jahr 1973 – also drei Jahre vor der Veranstaltung – gesungen hatte, dies sogar mit Erlaubnis des Komponisten Detlef Petersen. Auch der GEMA war das Lied bekannt. So wurde Tony Marshall disqualifiziert.
Er sagte, dass er nichts davon wusste, und weigerte sich, an einer erneuten Vorentscheidung teilzunehmen. So nominierte der HR einfach die Zweitplatzierten der Vorentscheidung, die Les Humphries Singers mit Sing Sang Song als Kandidaten für den Eurovision Song Contest. Mit 12 Punkten erreichte die Gruppe den 15. Platz.